# VOYAGER (テレビドラマ)
VOYAGER（ボイジャー、原題: Hypernauts）またはVOYAGER ボイジャーは、アメリカ合衆国のABCネットワークで制作・放映されたSFテレビドラマ（特撮、宇宙もの、リアルロボットもの）。
アメリカでの本放送は1996年3月1日～1996年4月13日。第1シーズン13話が制作されたものの、途中の第8話をもって放映が打ち切られた。
日本では、東映・東映ビデオよりVHSソフト（全4巻）及びレーザーディスクが発売されているが、テレビ放映はされていない模様。

## 概要
大作SFテレビドラマシリーズ『バビロン5』のスタッフ陣（ただしJ・マイケル・ストラジンスキーは不参加）による、少年少女向けのSFテレビドラマシリーズ。
故障スパイ衛星に仕掛けられたブービートラップが原因で、宇宙の彼方に飛ばされてしまった士官候補生の少年少女3人組が、地球へ戻るための苦難の旅をしつつ、宇宙征服を狙うトライアード帝国との戦いに巻き込まれ、二足歩行ロボット「モビルアーマー」（原語ではMechsuit）に乗って戦い活躍し、道中、宇宙の多くの人々を助け、やがて伝説の「ハイパーノーツ」と呼ばれるヒーロー集団になってゆく様を描く。
前作『バビロン5』で培われた、緻密で美しい宇宙船や惑星上のCG特撮の数々と、巨大ロボットアクションが見どころ。

## ストーリー
地球圏の宇宙ステーションにある士官学校で、校則を破った罪で教官に呼び出された生徒たち。リカルド・アルヴァレズ（チームネーム:シャーキー）、ラッセル・アントノフ（チームネーム:エイス）、ノリコ・マツダ（チームネーム:マックス）の3人。
彼等は罰として、宇宙空間に放置されている廃スパイ衛星“RU-14”の回収を命じられ、宇宙船で現場へ向かうが、操縦を誤って船体が同衛星にぶつかった途端、突如、衛星の機器が動き出す。このスパイ衛星には、ブービー・トラップが仕掛けられていたのだ。
間もなく衛星が爆発すると察知したシャーキーは、宇宙船を急いでワープさせるが、衛星のシステムが宇宙船のコンピューターを撹乱し、3人は地球圏から遥か遠くの外宇宙にワープアウトしてしまう。
そして間もなく、目の前で異星人同士のドッグファイトを目撃する3人。付近の惑星に墜落した1機を追って惑星に着陸した3人は、クライという名の異星人女性と出会い、以後、クライは3人の保護者的な役割を担うことになる。
その後、付近の宙域で見つけた地球製の旧型宇宙船「スター・レインジャー」号を母船とし、氷の惑星で生活に必要な水を得た一行は、地球圏を目指して旅に出るが、宇宙征服を狙うトライアード帝国との戦いを強いられる。
クライと同じ種族でありながら、裏切ってトライアード帝国の指揮官となったパイインは、一行を宿敵として狙うが、一行の名は、いつしかトライアード帝国からの救世主「ハイパーノーツ」として宇宙に知れ渡ってゆく……。

## スタッフ・製作会社
- 創作:ロン・ソーントン（Ron Thornton）
- 構築:クリスティー・マークス（Christy Marx）
- 製作総指揮:ダグラス・ネッター（Douglas Netter）、ロン・ソーントン、ジョン・コープランド（John Copeland）
- 総合プロデューサー:ジョン・コープランド
- 監督:ジム・ジョンストン（Jim Johnston）、レスリー・ヒル（Leslie Hill）、ジャネット・グリーク（Janet Greek）、ジョン・クロール（Jon Kroll）、ロン・ソーントン、アダム・ワイスマン（Adam Weissman）、クリステン・ハーティー・シェーファー（Christen Harty Schaefer）、ジョン・ヴリッチ（John Vulich）
- 脚本:クリスティー・マークス、キャサリン・ローレンス（Katherine Lawrence）、ラリー・ディティリオ（Larry DiTillio）、リチャード・ミューラー（Richard Mueller）、デイヴィッド・カレン（David Carren）、J・ラリー・キャロル（J. Larry Carroll）、D・C・フォンタナ（D.C. Fontana）
- 美術:スティーヴ・バーグ（Steve Burg）
- SFX:ファウンデーション・イメージ
- 製作:ザ・ハイパーノーツ・プロダクション・カンパニー、グリーングラス・プロダクションズ
- 音楽:クリストファー・フランケ（Christopher Franke）

## 登場キャラクター・キャスト
リカルド・“シャーキー”・アルヴァレズマーク・ブランドン・ダニエル（Marc Brandon Daniel）
ラッセル・“エイス”・アントノフグレン・ハーマン（Glenn Herman）
ノリコ・“マックス”・マツダハイディ・ルーカス（Heidi Lucas）
クライキャリー・ドブロ（Carrie Dobro）
ホーテン
スター・レインジャー号の制御コンピューター
声:ルイス・アークエット（Lewis Arquette）
グルース
3本足の動物。その肉は美味で、宇宙では広く食用にされているが、ハイパーノーツ一行は食べずにペットとして連れて行く
パイインロン・キャンベル（Ron Campbell）

## 放映リスト
1. First Contact（1996.3.1）
2. The Star Ranger（1996.3.2）
3. Icebound（1996.3.9）
4. Battle at Vekara（1996.3.16）
5. Cloudholm（1996.3.23）
6. A Walk in the Garden（1996.3.30）
7. Into the Dark So Deep（1996.4.6）
8. Gone to Meet the Maker（1996.4.13）
9. Reunion（未放映）
10. Hole in the Sky（未放映）
11. New Alliances（未放映）
12. The Challenge: Part One（未放映）
13. The Challenge: Part Two（未放映）

## 音楽関係
音楽担当・作曲家には、『バビロン5』に引き続き、旧・西ドイツ出身で元・タンジェリン・ドリームのメンバーだったクリストファー・フランケが起用されている。
オープニングテーマ曲は、流れる様なメロディーだった『バビロン5』とは対照的に、本作では、高い声で「アー！」というスキャットの入った、ビートの効いた激しい曲である。
サントラ盤は未発売。

## 映像ソフト

### VHSビデオソフト
販売:東映株式会社・東映ビデオ株式会社、提供:ギャガ・プロダクションズ、税抜定価各\7,800（各巻巻頭に東映のオリジナルビデオ映画『激走戦隊カーレンジャーVSオーレンジャー』の予告編を収録）
- VOL.1『漂流』（品番:VFZT 01200、字幕スーパー版、1997年2月14日発売、第1～4話を切れ目なく収録、82分）
- VOL.2『脅威』（品番:VFZT 01201、字幕スーパー版、1997年2月14日発売、第5～7話を切れ目なく収録、62分）
- VOL.3『決戦』（品番:VFZT 01202、字幕スーパー版、1997年2月14日発売、第8～10話を切れ目なく収録、62分）
- VOL.4『復活』（品番:VFZT 01203、字幕スーパー版、1997年2月14日発売、第11～13話を切れ目なく収録、62分）

## 影響
『バビロン5』のスタッフ陣が製作したせいか、CGをふんだんに使用した特撮のみならず、異星人のお辞儀の動作等も『バビロン5』からの流用が見られる。
空中捕鯨船のエピソードでは、船のデザイン等に宮崎アニメの影響が見て取れる。